# Марожежі (національний парк)
14°26′06″ пд. ш. 49°42′22″ сх. д. / 14.435° пд. ш. 49.706° сх. д.
Національний парк Марожежі (Parc national de Marojej) — національний парк, що розташований в північно-східній частині Мадагаскару, в регіоні Боені. Займає площу 55 500 га.
Парк займає гірську місцевість, вкриту первісним вологим екваторіальним лісом, де можна зустріти багато рідкісних птахів і земноводних. Розташований на висоті 75–2200 м над рівнем моря
Ця територія охороняється з 1952 року, але національний парк був створений лише в 1998 році. З 2007 року парк включено до списку Всесвітньої спадщини ЮНЕСКО як частина тропічного лісу Ацінанана.

## Розташування
Парк розташований біля узбережжя Індійського океану. Його південна і південно-східна мажа проходить дорогою Route Nationale 3b і річкою Локого, а з півночі парк обмежений річкою Андроранга.

## Флора
У парку налічується 305 видів папоротей (включаючи види роду Cyathea), 6 з яких є ендемічними. Крім того, тут зареєстровано понад 50 видів пальм (включаючи такі види, як Marojejya darianii, Marojejya insignis, Dypsis fasciculata, Dypsis marojejyi, Dypsis oreophila і Dypsis pilulifera). Особливо багато їх ростуть у лісах на невеликих висотах, але їх можна зустріти аж до гірських вершин.

## Фауна
У парку спостерігали 115 видів птахів, 11 видів мавп і 148 видів герпетофауни, 16 з яких характерні для високогір'я. Тут можна зустріти 33 % видів рептилій і земноводних, що мешкають на Мадагаскарі.
Тут можна зустріти, серед іншого, птаха Euryceros prevostii, сіфаку Propithecus candidus, хамелеона Brookesia karchei та жабу Mantella laevigata.